# Atyphella carolinae
Atyphella carolinae is een keversoort uit de familie glimwormen (Lampyridae). De wetenschappelijke naam van de soort werd voor het eerst geldig gepubliceerd in 1911 door Olivier als Magnalata carolinae.